# Eizō Kenmotsu
Eizō Kenmotsu (監物 永三?, Kenmotsu Eizō; 13 febbraio 1948) è un ex ginnasta giapponese.
Ha conquistato nove medaglie olimpiche in tre edizioni a cui ha preso parte.

## Palmarès
Olimpiadi
- 9 medaglie:
  - 3 ori (concorso a squadre a Città del Messico 1968, concorso a squadre a Monaco di Baviera 1972, concorso a squadre a Montréal 1976)
  - 3 argenti (concorso individuale a Monaco di Baviera 1972, cavallo con maniglie a Montréal 1976, sbarra a Montréal 1976)
  - 3 bronzi (sbarra a Città del Messico 1968, cavallo con maniglie a Monaco di Baviera 1972, parallele a Monaco di Baviera 1972)

Mondiali
- 15 medaglie:
  - 7 ori (concorso a squadre a Lubiana 1970, concorso individuale a Lubiana 1970, sbarra a Lubiana 1970, concorso a squadre a Varna 1974, parallele a Varna 1970, concorso a squadre a Strasburgo 1978, parallele a Strasburgo 1978)
  - 5 argenti (corpo libero a Lubiana 1970, cavallo con maniglie a Lubiana 1970, parallele a Lubiana 1970, concorso individuale a Strasburgo 1978, concorso a squadre a Fort Worth 1979)
  - 3 bronzi (concorso individuale a Varna 1979, cavallo con maniglie a Varna 1979, sbarra a Varna 1979)